# 布莱尔·塔兰特
布莱尔·塔兰特（英語：Blair Tarrant，1990年5月11日—），新西兰男子曲棍球运动员。他曾代表新西兰参加2010年、2014年和2022年英联邦运动会曲棍球比赛，其中2010年英联邦运动会获得一枚铜牌。